# Manton (California)
Manton es un lugar designado por el censo del condado de Tehama en el estado estadounidense de California. En el año 2000 tenía una población de 372 habitantes y una densidad poblacional de 8 personas por km².

## Geografía
Manton se encuentra ubicado en las coordenadas 40°25′8″N 121°51′49″O / 40.41889, -121.86361. Según la Oficina del Censo, la ciudad tiene un área total de 46 km² (17,8 mi²), de la cual 46 km² (17,8 mi²) es tierra y 0 km² (0 mi²) (0%) es agua.

## Demografía
Según la Oficina del Censo en 2000 los ingresos medios por hogar en la localidad eran de $28,333, y los ingresos medios por familia eran $34,375. Los hombres tenían unos ingresos medios de $30 000 frente a los $21,094 para las mujeres. La renta per cápita para la localidad era de $19,127. Alrededor del 18.1% de la población estaban por debajo del umbral de pobreza.